# Militair vliegveld Moorsele
Luchthaven Moorsele is een militair vliegveld van de Belgische luchtmacht gelegen in Moorsele in de gemeente Wevelgem in België.
Er zijn regelmatig militaire activiteiten op het domein en middels meerdere concessies wordt het vliegveld gebruikt voor recreatievluchten, waaronder ULM en parachutespringen.